# Риварола (Ђенова)
Риварола је насеље у Италији у округу Ђенова, региону Лигурија.
Према процени из 2011. у насељу је живело 778 становника. Насеље се налази на надморској висини од 14 м.